# Манфред Штенгль
Манфред Штенгль  (нім. Manfred Stengl, 1 квітня 1946) — австрійський саночник, олімпійський чемпіон.

## Виступи на Олімпіадах
| Олімпіада    | Дисципліна     | Місце |
| ------------ | -------------- | ----- |
| Інсбрук 1964 | змішані двійки | 1     |

## Зовнішні посилання
- Досьє на sport.references.com [Архівовано 18 грудня 2012 у Wayback Machine.]

1. ↑  https://www.sports-reference.com/olympics/athletes/st/manfred-stengl-1.html